# Polyura tisamenus
Polyura tisamenus är en fjärilsart som beskrevs av Hans Fruhstorfer 1914. Polyura tisamenus ingår i släktet Polyura och familjen praktfjärilar. Inga underarter finns listade i Catalogue of Life.